# Nops ariguanabo
Nops ariguanabo là một loài nhện trong họ Caponiidae.
Loài này thuộc chi Nops. Nops ariguanabo được G. G. Alayón miêu tả năm 1986.